# Leucula avitta
Leucula avitta là một loài bướm đêm trong họ Geometridae.